# دين إدوارد جونسون
دين إدوارد جونسون (بالإنجليزية: Dean Edward Johnson)‏ هو مدع أمريكي، ولد في 15 يوليو 1950 في أتلانتا في الولايات المتحدة.